# 縮閉線

楕円（赤）とその縮閉線（青）： 楕円の頂点（黒点）はすべて縮閉線の尖点にもなっている。楕円の縮閉線は星芒形である。

法線の包絡線としての縮閉線。（要クリック）

数学、特に曲線の微分幾何学における縮閉線（しゅくへいせん、英: evolute）とは、曲線の各点における曲率の中心の軌跡として得られる別の曲線をいう。曲線の法線の包絡線を縮閉線と呼ぶといっても同じことである。
曲線、曲面、あるいはもっと一般に（Rn  の）部分多様体の縮閉とは、その法写像の焦線（包絡線）をいう。具体的に、M を滑らかで非特異な Rn  の部分多様体とし、M の各点 p と p を基点として M に直交する各ベクトル v に対して、点 p + v を対応させると、これは法写像と呼ばれるラグランジュ写像を定める。法写像の焦線は M の縮閉である。

## 歴史
アポロニウス（紀元前200年頃）は著書『円錐曲線論』("Conics") の第五巻において縮閉線について記している。しかし、縮閉線について研究した最初の人はホイヘンスで1673年のことであるとする記述がしばしば見られる。

## 定義

### 弧長変数の場合
平面曲線 γ = γ(s) はその弧長変数 s によって媒介変数表示されているとする。この曲線の単位接ベクトル T(s) は、弧長を媒介変数とすることの利点として
{\displaystyle {\boldsymbol {T}}(s)=\gamma '(s)}
と簡単な形に表すことができる。単位法ベクトル N(s) は T(s) に垂直な単位ベクトルで、対 (T, N) が正の向きとなるようにとる。
曲線 γ の曲率 k は、等式
{\displaystyle {\boldsymbol {T}}'(s)=k(s){\boldsymbol {N}}(s)}
を γ の定義域の各点 s において満たすものとして定義される。曲率半径はその逆数
{\displaystyle R(s)={\frac {1}{k(s)}}}
である。γ(s)  の曲率半径の大きさは、その点において曲線を最もよく二次近似する円、つまりその点で曲線と二次の接触をもつような円（すなわち接触円）の半径に一致する。曲率半径の符号は、その接点における曲線と同じ向きに進むように媒介変数をとれば、接触円がどちらの向きに動くかを指し示すものとなる（接触円は、正ならば反時計回り、負ならば時計回りに動く）。
曲率の中心は接触円の中心をいう。曲率の中心はもちろん γ(s)  の法線上の、γ(s)  からの距離が R(s)  のところに位置する（どちら側にあるかは曲率 k の符号で決まる）。記号で表せば、曲率中心の位置する点は
{\displaystyle E(s)=\gamma (s)+R(s){\boldsymbol {N}}(s)=\gamma (s)+{\frac {1}{k(s)}}{\boldsymbol {N}}(s)}
である。s が変化すれば、曲率の中心はこの等式で表される平面曲線を描く。それが曲線 γ の縮閉線である。

### 一般の媒介変数の場合
媒介変数 t が弧長変数 s でない場合は少々込み入った形になるが、γ(t) = (x(t), y(t)) を曲線 γ の媒介変数表示とすれば、その縮閉線の媒介変数表示は、曲率半径 R = 1/k と接線角（tangent angle; 接線が始線、つまり x-軸と成す角度）φ を用いた式に表すことができる。R と φ を用いた縮閉線の媒介変数表示は
{\displaystyle (X,Y)=(x,y)+R{\boldsymbol {N}}=(x-R\sin \varphi ,y+R\cos \varphi )}
で与えられる。ここで単位法ベクトル N = (−sinφ, cosφ) は単位接ベクトル T = (cosφ, sinφ) を90度回転させて得られる。
もちろん、縮閉線の式を x, y およびその導函数のみを用いて表すこともできる。実際、
{\displaystyle (\cos \varphi ,\sin \varphi )={\frac {(x',y')}{(x'^{2}+y'^{2})^{1/2}}},\quad R=1/k={\frac {(x'^{2}+y'^{2})^{3/2}}{x'y''-x''y'}}}
から R と φ を消去すれば、媒介変数表示として
{\displaystyle {\begin{cases}X[x,y]=x-y'{\dfrac {x'^{2}+y'^{2}}{x'y''-x''y'}}\\[10pt]Y[x,y]=y+x'{\dfrac {x'^{2}+y'^{2}}{x'y''-x''y'}}\end{cases}}}
が得られる。

## 性質
弧長
曲線 γ は弧長 s を媒介変数に持つとすると、弧長変数 s を s1 から s2 まで動かしたときの縮閉線 E に沿った弧長は{\displaystyle \int _{s_{1}}^{s_{2}}\left|{\frac {\mathrm {d} R}{\mathrm {d} s}}\right|\mathrm {d} s}で与えられる。故に γ の曲率が狭義単調ならば{\displaystyle \int _{s_{1}}^{s_{2}}\left|{\frac {\mathrm {d} R}{\mathrm {d} s}}\right|\mathrm {d} s=|R(s_{2})-R(s_{1})|}となる。あるいは同じことだが、縮閉線 E の弧長変数を σ と書けば、{\displaystyle {\frac {\mathrm {d} \sigma }{\mathrm {d} s}}=\left|{\frac {\mathrm {d} R}{\mathrm {d} s}}\right|}が成立する。
実際、縮閉線の式 E(s) = γ(s) + R(s)N(s) を微分して、フレネの公式 N′(s) = −k(s)T(s) を代入すれば(1){\displaystyle {\frac {\mathrm {d} E}{\mathrm {d} s}}={\frac {\mathrm {d} \gamma }{\mathrm {d} s}}+{\frac {\mathrm {d} R}{\mathrm {d} s}}{\boldsymbol {N}}(s)-{\boldsymbol {T}}(s)={\frac {\mathrm {d} R}{\mathrm {d} s}}{\boldsymbol {N}}(s)}となるが、これは示すべき式 dσ/ds = |dR/ds| に他ならない。
単位接ベクトル
先の (1) 式の別の帰結として、縮閉線 E の E(s) における接ベクトルは、元々の曲線 γ の γ(s) における法ベクトルになる。
曲率
縮閉線 E の曲率は、それを弧長変数 σ で二回微分することにより求まる。まず dσ/ds = |dR/ds| であるから、(1) 式から{\displaystyle {\frac {\mathrm {d} E}{\mathrm {d} \sigma }}={\frac {\mathrm {d} E}{\mathrm {d} s}}{\bigg /}{\frac {\mathrm {d} \sigma }{\mathrm {d} s}}=\pm {\boldsymbol {N}}}がわかる。ただし符号は dR/ds と同じになるようにとる。もう一度微分して、フレネの公式 N′(s) = −k(s)T(s) を用いれば{\displaystyle {\frac {\mathrm {d} ^{2}E}{\mathrm {d} \sigma ^{2}}}=\pm {\frac {\mathrm {d} {\boldsymbol {N}}}{\mathrm {d} s}}{\bigg /}{\frac {\mathrm {d} \sigma }{\mathrm {d} s}}=-{\frac {1}{RR'}}{\frac {\mathrm {d} E}{\mathrm {d} \sigma }}}を得る。
結果として、縮閉線 E の曲率は{\displaystyle k_{E}=-{\frac {1}{RR'}}}となることが分かる。ただし、R は曲率の（符号付き）半径で、′ = d/ds は原曲線の弧長変数 s に関する微分を表す。
伸開線との関係伸開線の縮閉線は原曲線になるが、縮閉線の伸開線は原曲線とそれ以外にも無数にある。
内在的な関係式
接線角 φ が曲率半径 R の函数 φ = g(R) として表されるならば、縮閉線に対するフューエル方程式は Φ = g(R) + π/2 となる。ただし、Φ は縮閉線の接線角で、R は縮閉線に沿った弧長に従って動く。ここから、縮閉線の曲率 Κ に関するチェザロ方程式 Κ = g′(R) が導かれる。
曲線とその縮閉線の関係
上に述べたように、縮閉線 (X, Y) の微分は dR/ds = 0 のところで消えるから、曲線が頂点を持つ（つまり、局所的に極大点または極小点を持つ）とき、その縮閉線は尖点を持ちうる。原曲線の変曲点では曲率半径は無限大となり、故に縮閉線 (X, Y) も無限遠へいくことになるが、この結果としてしばしば縮閉線は漸近線を持つ. 同様に、原曲線が尖点を持てばその点の曲率半径は 0 になるから、縮閉線は原曲線に接する。
| 上記の説明を右図に対して確かめることができる。青い曲線は他の曲線全ての縮閉線で、青い曲線の尖点は他の曲線の頂点に対応している。緑の曲線の尖点は縮閉線上にある。縮閉線を共有する曲線はどれも互いに平行である。 |

## 放射曲線
曲線の縮閉線と似た定義を持つものに、曲線の放射線（ラジアル曲線; radial）がある。これは、曲線上の各点においてその点から曲率中心へ結んだベクトルをとり、それを始点が原点となるように平行移動させるとき、そのようなベクトルの終点の軌跡として得られる曲線をいう。つまり、放射曲線の式は縮閉線の式から x, y の項を単純に除去することによって得られる。要するに、(X, Y) = (−R sinφ, R cosφ) または
{\displaystyle (X,Y)=\left(-y'{\frac {x'^{2}+y'^{2}}{x'y''-x''y'}},\ x'{\frac {x'^{2}+y'^{2}}{x'y''-x''y'}}\right)}
が放射曲線の式である。

## 例
- 抛物線の縮閉線は半立方抛物線（y = x3/2 のグラフと相似な図形）である。半立方抛物線の尖点は、抛物線の頂点における曲率の中心と一致する。
- 対数螺旋の縮閉線は、自身に合同な螺旋になる。
- 擺線の縮閉線は同じサイズの擺線に、外擺線の縮閉線はより小さい外擺線になる。

要クリック
牽引曲線の縮閉線は懸垂曲線である。
抛物線の縮閉線は半立方抛物線である。
擺線の縮閉線は同じく擺線となる。
楕円の縮閉線は引き伸ばされた星芒形またはラメ曲線である。
外擺線の縮閉線はより小さい外擺線になる。
星芒形の縮閉線は（二倍に）大きい星型曲線になる。